# S3L-Inverter
Der S3L-Inverter (Abkürzung für englisch Soft Switching Three Level Inverter) ist ein leistungselektronischer Wechselrichter mit hohem Wirkungsgrad für den Einsatz insbesondere bei Drehstromantrieben, als Netzeinspeise-Wechselrichter in Photovoltaik- oder Windkraftanlagen und bei Stromversorgungen. Das Schaltungskonzept wurde 2009 an der HTWG Konstanz  entwickelt.

## Funktionsweise

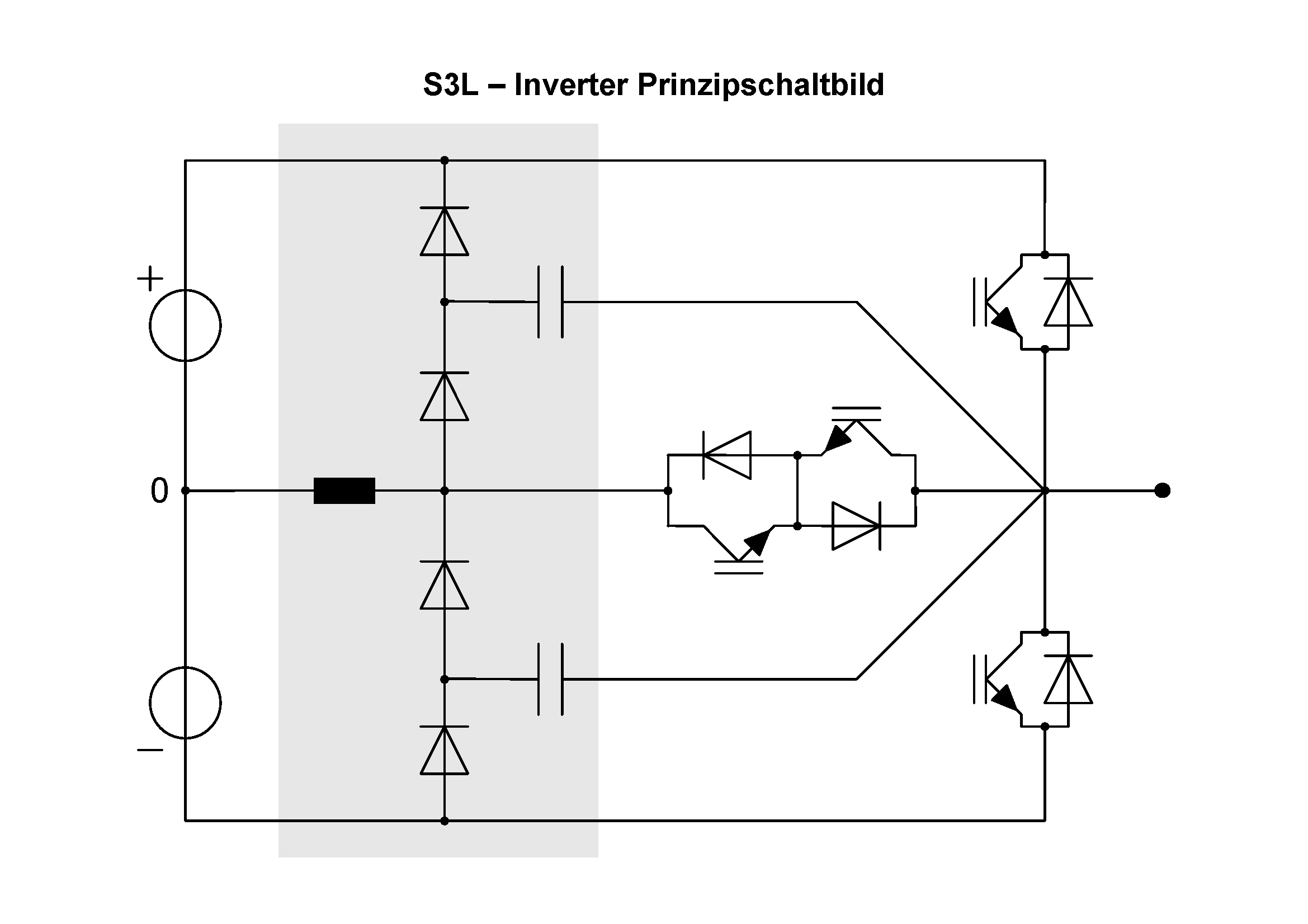
Prinzipschaltbild des S3L-Inverters. Das Entlastungsnetzwerk ist grau unterlegt.

Wechselrichter dienen der Umwandlung von Gleichspannung in Wechselspannung. Meist sind sie unter Verwendung von Leistungstransistoren und Dioden aufgebaut. Diese werden als elektronische Schalter betrieben. In der üblichen Ausführung mit „harten“ Schaltvorgängen entstehen dabei Schaltverluste, die insbesondere bei hohen Werten der Schaltfrequenz den Wirkungsgrad reduzieren. Zur Verbesserung wird bei Wechselrichtern höherer Leistung (ab ca. 10 kW) häufig die sog. 3-Stufen-Ausführung (three level inverter) eingesetzt.
Der S3L-Inverter geht von einem solchen hart schaltenden 3-Stufen-Inverter in T-Type-Ausführung aus. Diesem wird ein aus wenigen passiven Bauteilen bestehendes Entlastungsnetzwerk hinzugefügt. Es verhindert, dass während der Schaltvorgänge gleichzeitig hohe Werte von Spannung und Strom und somit hohe Werte der Verlustleistung auftreten. Dadurch laufen sämtliche Schaltvorgänge „weich“ ab. Somit werden Schaltverluste weitgehend vermieden. Da zudem das Entlastungsnetzwerk ohne prinzipbedingte Verluste arbeitet, weist der Wirkungsgrad des Wechselrichters auch bei hohen Werten der Schaltfrequenz gute Werte auf.
Eine Variante des S3L Inverters wird als SS3L Inverter (Abkürzung für englisch Super Soft Switching Three Level Inverter) bezeichnet. Sie zeichnet sich durch besonders günstige Eigenschaften bzgl. der Elektromagnetischen Verträglichkeit (EMV) aus. Dies wird auf einfache Weise dadurch erreicht, dass Einschaltvorgänge der Leistungstransistoren über deren Ansteuerung verlangsamt werden. Der hohe Wirkungsgrad und die sonstigen Eigenschaften der S3L Inverter Ausführung werden nicht beeinflusst.
Der S3L-Inverter ist patentrechtlich geschützt.